# Писмо свим америчким Шпанцима
Писмо свим америчким Шпанцима (шп. Carta a los Espanoles Americanos) је дело Хуана Пабла Вискарда, латиноамеричког језуите у коме позива колонисте у Јужној Америци да отпочну борбу притив шпанске власти. Дело је имало великог значаја у идеолошком дефинисању покрета за независност Латинске Америке.